# 贺新郎
贺新郎，词牌名。亦称《金缕曲》。双调，一百十六字。前後闕各十句、六仄韻。

## 異名
葉夢得詞，有“唱金縷”句，故又名《金縷歌》、《金縷曲》、《金縷詞》；蘇軾詞，有“乳燕飛華屋”句，故又名《乳燕飛》，又有“晚涼新浴”句，故又名《賀新涼》，又有“風敲竹”句，故又名《風敲竹》；張輯詞，有“把貂裘換酒長安市”句，故又名《貂裘換酒》。

## 词牌格式
仄仄平平仄。仄平平、平平仄仄，仄平平仄。仄仄平平平仄仄，仄仄平平仄仄。仄仄仄、平平平仄。仄仄平平平仄仄，仄平平、仄仄平平仄。平仄仄，仄平仄。

平平仄仄平平仄。仄平平、平平仄仄，仄平平仄。仄仄平平平仄仄，仄仄平平仄仄。仄仄仄、平平平仄。仄仄平平平仄仄，仄平平、仄仄平平仄。平仄仄，仄平仄。

## 例词
辛棄疾 別茂嘉十二弟
鵜鴂、杜鵑實兩種，見《離騷補註》。
綠樹聽鵜鴂。更那堪、鷓鴣聲住，杜鵑聲切。啼到春歸無尋處，苦恨芳菲都歇。算未抵、人間離別。馬上琵琶關塞蒙，更長門、翠輦辭金闕。看燕燕，送歸妾。
將軍百戰身名裂。向河梁、回頭萬里，故人長絕。易水蕭蕭西風冷，滿座衣冠似雪。正壯士、悲歌未徹。啼鳥還知如許恨，料不啼清淚長啼血。誰共我，醉明月。
辛弃疾 同父见和再用韵答之
老大那堪说，似而今、元龙臭味，孟公瓜葛。我病君来高歌饮，惊散楼头飞雪。笑富贵、千钧如发。硬语盘空谁来听？记当年、只有西窗月。重进酒，换鸣瑟。 
事无两样人心别。问渠侬：神州毕竟，几番离合？汗血盐车无人顾，千里空收骏骨。正目断、关河路绝。我最怜君中宵舞，道男儿到死心如铁。看试手，补天裂。
辛弃疾
甚矣吾衰矣。恨平生、交游零落，只今余几！白发空垂三千丈，一笑人间万事。问何物、能令公喜？我见青山多妩媚，料青山、见我应如是。情与貌，略相似。 
一尊搔首东窗里。想渊明、停云诗就，此时风味。江左沉酣求名者，岂识浊醪妙理。回首叫、云飞风起。不恨古人吾不见，恨古人、不见吾狂耳。知我者，二三子。
刘克庄
北望神州路。试平章、这场公事，怎生分付。记得太行山百万，曾入宗爷驾驭。今把作、握蛇骑虎。君去京东豪杰喜，想投戈、下拜真吾父。谈笑裡，定齐鲁。
两淮萧瑟惟狐兔。问当年、祖生去後，有人来否。多少新亭挥泪客，谁梦中原块土。算事业、须由人做。应笑书生心胆怯，向车中、闭置如新妇。空目送，塞鸿去。
張元幹 送胡邦衡待制赴新州
夢繞神州路，悵秋風、連營畫角，故宮離黍。底事崑崙傾砥柱，九地黃流亂注，聚萬落千村狐兔。天意從來高難問，況人情老易悲難訴。更南浦，送君去。
涼生岸柳催殘暑。耿斜河、疏星淡月，斷雲微度。萬里江山知何處？回首對床夜語。雁不到、書成誰與？目盡青天懷今古，肯兒曹恩怨相爾汝！舉大白，聽金縷。
顧貞觀 寄吳漢槎寧古塔，以詞代書。丙辰冬，寓京師千佛寺，冰雪中作
季子平安否？便歸來，平生萬事，哪堪迴首？行路悠悠誰慰藉，母老家貧子幼。記不起，從前杯酒，魑魅搏人應見慣，總輸他，覆雨翻雲手。冰與雪，周旋久。
淚痕莫滴牛衣透，數天涯，依然骨肉，幾家能夠。比似紅顏多命薄，更不如今還有。隻絕塞，苦寒難受。廿載包胥承一諾，盼烏頭馬角終相救。置此札，君懷袖。
我亦飄零久。十年來，深恩負盡，死生師友。宿昔齊名非忝竊，試看杜陵消瘦。曾不減，夜郎僝僽。薄命長辭知己別，問人生，到此淒涼否？千萬恨，為君剖。
兄生辛未我丁丑，共些時，冰霜摧折，早衰蒲柳。詞賦從今須少作，留取心魂相守。但願得，河清人壽。歸日急翻行戍稿，把空名料理傳身後。言不盡，觀頓首。